# Maggy Wauters
Marguerite „Maggy” Wauters (ur. 5 września 1953 we Frameries) – belgijska lekkoatletka, dyskobolka.
Piąta zawodniczka mistrzostw Europy juniorów (1970).
Podczas igrzysk olimpijskich w Monachium (1972) zajęła 17. miejsce w eliminacjach z wynikiem 49,62 i nie awansowała do finału.
Reprezentantka kraju w zawodach pucharu Europy.
Dziesięciokrotna mistrzyni Belgii (1969–1978).
Reprezentowała klub AC Quaregnon.

## Rekordy życiowe
- Rzut dyskiem – 53,70 (1973) były rekord Belgii[4]